# Coppa del mondo di lotta
La Coppa del mondo di lotta (Wrestling World Cup) è una competizione internazionale patrocinata dalla Federazione Internazionale delle Lotte Associate (FILA). Il campionato si svolge ogni anno dal 1973, due edizioni della Coppa furono svolte dimostrativamente nel 1956 a Istanbul e nel 1958 a Sofia.
Sono inglobate: la lotta libera dalla fondazione, la lotta greco-romana (dal 1980) e, dal 2001, la lotta libera femminile. La Coppa del mondo iniziò includendo le migliori squadre di ogni continente per poi attingere dalle classifiche dei Campionati mondiali svoltisi l'anno precedente. 

## Edizioni
| Anno | Lotta greco-romana | Lotta libera     | Lotta femminile  |
| ---- | ------------------ | ---------------- | ---------------- |
| 1973 | Toledo             | -                | -                |
| 1974 | Las Palmas         | -                | -                |
| 1975 | Toledo             | -                | -                |
| 1976 | Toledo             | -                | -                |
| 1977 | Toledo             | -                | -                |
| 1978 | Toledo             | -                | -                |
| 1979 | Toledo             | -                | -                |
| 1980 | Toledo             | Trelleborg       | -                |
| 1981 | Toledo             | Sofia            | -                |
| 1982 | Toledo             | Budapest         | -                |
| 1983 | Toledo             | Salonicco        | -                |
| 1984 | Toledo             | Seinäjoki        | -                |
| 1985 | Toledo             | Lund             | -                |
| 1986 | Toledo             | Oak Lawn         | -                |
| 1987 | Ulan Bator         | Albany           | -                |
| 1988 | Toledo             | Atene            | -                |
| 1989 | Toledo             | Fredrikstad      | -                |
| 1990 | Toledo             | Göteborg         | -                |
| 1991 | Toledo             | Salonicco        | -                |
| 1992 | Mosca              | Besançon         | -                |
| 1993 | Chattanooga        | Heinola          | -                |
| 1994 | Edmonton           | Kecskemét        | -                |
| 1995 | Chattanooga        | Schifferstadt    | -                |
| 1996 | Teheran            | Colorado Springs | -                |
| 1997 | Stillwater         | Teheran          | -                |
| 1998 | Stillwater         | -                | -                |
| 1999 | Spokane            | -                | -                |
| 2000 | Fairfax            | -                | -                |
| 2001 | Baltimora          | Levallois-Perret | Levallois-Perret |
| 2002 | Spokane            | Il Cairo         | Il Cairo         |
| 2003 | Boise              | Almaty           | Tokyo            |
| 2004 | Baku               | Tbilisi          | Tokyo            |
| 2005 | Taškent            | Teheran          | Clermont-Ferrand |
| 2006 | Sari               | Budapest         | Nagoya           |
| 2007 | Krasnojarsk        | Adalia           | Krasnojarsk      |
| 2008 | Vladikavkaz        | Szombathely      | Taiyuan          |
| 2009 | Teheran            | Clermont-Ferrand | Taiyuan          |
| 2010 | Mosca              | Erevan           | Nanchino         |
| 2011 | Machačkala         | Minsk            | Liévin           |
| 2012 | Baku               | Saransk          | Tokyo            |
| 2013 | Teheran            | Teheran          | Ulan Bator       |
| 2014 | Los Angeles        | Teheran          | Tokyo            |
| 2015 | Los Angeles        | Teheran          | San Pietroburgo  |
| 2016 | Los Angeles        | Shiraz           | -                |
| 2017 | Kermanshah         | Abadan           | Čeboksary        |
| 2018 | Iowa City          | Teheran          | Takasaki         |
| 2019 | Teheran            | Teheran          | TBA              |